# Лайден
Лайден (на нидерландски: Leiden) е град в Нидерландия, провинция Южна Холандия.
Разположен е на река Рейн и по-точно на частта ѝ, наречена Стар Рейн (Oude Rijn). Намира се близо до градовете Хага и Хаарлем, заедно с които е част от администрацията на Рандстад. В Лайден се намира най-старият университет в днешна Нидерландия и един от най-старите в Европа, който е основан през 1575 г. от Вилхелм Орански. Така Лайден бързо става един от най-важните интелектуални центрове през Просвещението и Индустриалната революция.
След извоюване на независимостта си от испанския крал и католицизма, Лайден бързо се превръща в един от най-влиятелните интелектуални центрове в света. С уникалната си архитектура Лайден притежава множество архитектурни паметници от 13 – 17 век.

## Известни личности
Родени в Лайден
- Вилеброрд Снелиус (1580 – 1626), математик и астроном
- Рембранд ван Рейн (1606 – 1669), художник
- Николаус Йозеф фон Жакен (1727 – 1817), учен
- Йоханес ван дер Ваалс (1837 – 1923), физик, носител на Нобелова награда
- Армин ван Бюрен (р. 1976), музикант

Починали в Лайден
- Ремберт Додунс (1517 – 1585), ботаник и лекар
- Бернхард Варениус (1622 – 1650), географ
- Хейке Камерлинг Онес (1853 – 1926), физик, нобелов лауреат през 1913 г.
- Вилем Ейнтховен (1860 – 1927), физиолог
- Вилем де Ситер (1872 – 1934), астроном
- Ян Оорт (1900 – 1992), астроном.

Други личности, свързани с Лайден
- Кристиан Хюйгенс (1629 – 1695), учен, следва право и математика през 1645 – 1647
- Питер ван Мусхенбрук (1692 – 1761), холандски физик, професор в Лайденския университет, изобретил Лайденската стъкленица през 1745 – 1746
- Петер Симон Палас (1741 – 1811), немски учен, завършил естествени науки през 1760
- Албърт Айнщайн (1875 – 1955), учен, физик, гостуващ професор в Лайденския университет 1912 – 1933[1]